# Eusarsiella
Eusarsiella is een geslacht van kreeftachtigen uit de klasse van de Ostracoda (mosselkreeftjes).

## Soorten
- Eusarsiella absens (Kornicker, 1981) Kornicker, 1986
- Eusarsiella africana (Kornicker & Caraion, 1978) Kornicker, 1986
- Eusarsiella alata (Poulsen, 1965) Cohen & Kornicker, 1975
- Eusarsiella antipex Kornicker, 1995
- Eusarsiella armata (Poulsen, 1965) Cohen & Kornicker, 1975
- Eusarsiella asciformis (Hall, 1987)
- Eusarsiella athrix Kornicker, 1986
- Eusarsiella bakeri Kornicker, 1986
- Eusarsiella bedoyai Baltanas, 1992
- Eusarsiella bex Kornicker, 1994
- Eusarsiella bryanjuarezi Churchill, Ellis, Pique & Oakley, 2014
- Eusarsiella capillaris (Kornicker, 1958) Poulsen, 1965
- Eusarsiella carinata (Kornicker, 1958)
- Eusarsiella carinata (Scott, 1905) Poulsen, 1965
- Eusarsiella chessi Kornicker, 1991
- Eusarsiella childi Kornicker, 1986
- Eusarsiella claviformis (Hall, 1987)
- Eusarsiella cornuta (Poulsen, 1965) Cohen & Kornicker, 1975
- Eusarsiella costata (Kornicker, 1958) Poulsen, 1965
- Eusarsiella cresseyi Kornicker, 1986
- Eusarsiella culteri Kornicker, 1986
- Eusarsiella dentifera (Poulsen, 1965) Cohen & Kornicker, 1975
- Eusarsiella dispar Kornicker, 1986
- Eusarsiella disparalis (Darby, 1965)
- Eusarsiella dominicana Kornicker, 1986
- Eusarsiella donabbotti Cohen, 1989
- Eusarsiella dornellasae (Kornicker & Caraion, 1978) Kornicker, 1986
- Eusarsiella edax Kornicker, 1994
- Eusarsiella eli Churchill, Ellis, Pique & Oakley, 2014
- Eusarsiella elofsoni Kornicker, 1986
- Eusarsiella fallomagna Kornicker, 1994
- Eusarsiella falx Kornicker, 1992
- Eusarsiella fax Kornicker, Iliffe & Harrison-Nelson, 2007
- Eusarsiella gettlesoni Kornicker, 1986
- Eusarsiella gigacantha (Kornicker, 1958) Cohen & Kornicker, 1975
- Eusarsiella gigancantha (Kornicker, 1958)
- Eusarsiella gomoiui (Kornicker & Caraion, 1978) Kornicker, 1986
- Eusarsiella greyi (Darby, 1965)
- Eusarsiella hex
- Eusarsiella iayx Kornicker, 1994
- Eusarsiella janiceae (Kornicker, 1976) Kornicker, 1986
- Eusarsiella levis (Mueller, 1894)
- Eusarsiella lunata (Kornicker, 1975) Kornicker, 1986
- Eusarsiella maurae (Kornicker, 1977) Kornicker, 1986
- Eusarsiella merx Kornicker, Illife & Harrison-Nelson, 2002
- Eusarsiella microthrix (Chavtur, 1983) Kornicker, 1986
- Eusarsiella neapolis (Kornicker, 1974) Kornicker, 1986
- Eusarsiella nodimarginis (Darby, 1965)
- Eusarsiella ocula (Kornicker & Caraion, 1978) Kornicker, 1986
- Eusarsiella ovalis (Poulsen, 1965) Cohen & Kornicker, 1975
- Eusarsiella ozotothrix (Kornicker & Bowen, 1976) Kornicker, 1986
- Eusarsiella paniculata Kornicker, 1986
- Eusarsiella phrix Kornicker, 1996
- Eusarsiella pilipollicis (Darby, 1965)
- Eusarsiella pseudospinosa (Baker in Kornicker & Baker, 1977) Kornicker, 1986
- Eusarsiella punctata (Kornicker, 1958) Poulsen, 1965
- Eusarsiella radiicosta (Darby, 1965)
- Eusarsiella reticulata (Hall, 1987)
- Eusarsiella rudescui (Kornicker & Caraion, 1978) Kornicker, 1986
- Eusarsiella rugosa (Poulsen, 1965) Cohen & Kornicker, 1975
- Eusarsiella ryanae Kornicker & Iliffe, 2000
- Eusarsiella saengeri Kornicker, 1996
- Eusarsiella sculpta (Brady, 1890) Kornicker, 1986
- Eusarsiella segrex Kornicker, 1995
- Eusarsiella serrata (Hall, 1987)
- Eusarsiella spadix Kornicker, 1995
- Eusarsiella spicata (Poulsen, 1965) Cohen & Kornicker, 1975
- Eusarsiella spinosa (Kornicker & Wise, 1962) Kornicker, 1986
- Eusarsiella springthorpei (Hall, 1987)
- Eusarsiella styx Kornicker & Iliffe, 1989
- Eusarsiella syrinx Kornicker, Iliffe & Harrison-Nelson, 2007
- Eusarsiella tampa Kornicker & Grabe, 2000
- Eusarsiella texana (Kornicker & Wise, 1962) Kornicker, 1986
- Eusarsiella thominx Kornicker, 1987
- Eusarsiella truncana (Kornicker, 1958) Poulsen, 1965
- Eusarsiella tryx Kornicker, 1996
- Eusarsiella tubipora (Darby, 1965)
- Eusarsiella tumida (Scott, 1905) Poulsen, 1965
- Eusarsiella uncus Kornicker, 1986
- Eusarsiella vema Kornicker, 1986
- Eusarsiella venezuelensis Kornicker, 1986
- Eusarsiella verae (Poulsen, 1965) Cohen & Kornicker, 1975
- Eusarsiella vernix Kornicker, 1996
- Eusarsiella warneri Kornicker, Iliffe & Harrison-Nelson, 2002
- Eusarsiella zostericola (Cushman, 1906) Poulsen, 1965 †

Niet geaccepteerde soorten:
- Eusarsiella concentricostata geaccepteerd as Sarsiella concentricostata (Hartmann, 1974)
- Eusarsiella janicea geaccepteerd als Eusarsiella janiceae (Kornicker, 1976)